# Volvo B8R
El Volvo B8R es un autocar interurbano fabricado por Volvo Buses, segmento automotriz de la empresa sueca Volvo Car Corporation, desde el año 2013. Fue diseñado como un reemplazo para los modelos B7R y B9R.
En 2017, las versiones Euro III y V se lanzaron en todo el mundo con potencias de motor de 250 y 330 CV.
En toda Europa, el B8R es conocido más comúnmente disponible como el Volvo 8900, pero también se puede encontrar en el Volvo 9500 y algunas versiones de Volvo 9700, y en constructores independientes de autobuses.
También está disponible como un chasis de autobús de entrada baja, conocido como Volvo B8RLE. 
Se produce en tres fábricas que la empresa tiene en Borås (Suecia), Curitiba (Brasil) y en Súbic (Filipinas).

## Modelos
D8K, 7698 cc., turbodiesel (2013-presente):
- D8K280 - 206 kW (280 bhp), 1050 Nm, Euro VI.
- D8K320 - 235 kW (320 CV), 1200 Nm, Euro VI.
- D8K350 - 258 kW (350 bhp), 1400 Nm, Euro VI.

D8C, 7698 cc., turbodiesel (2017-presente):
- D8C250 - 186 kW (250 CV), 950 Nm, Euro III / Euro V[3]
- D8C330 - 246 kW (330 bhp), 1200 Nm, Euro III / Euro V.